# To the Metal
To The Metal! è il decimo album in studio della band power metal Gamma Ray.

## Il disco
To The Metal! è stato pubblicato il 29 gennaio 2010 in Europa. Le versioni disponibili sono Vinile, CD, CD + DVD (The making of To The Metal!) e CD + Vinile in edizione limitata a 3000 copie in tutto il mondo, che comprende l'album completo in CD più 2 tracce bonus su vinile da 7".
Ospite sulla seconda traccia del disco il cantante Michael Kiske, ex membro degli Helloween, già ospitato in passato.
La voce femminile in All You Need to Know e Mother Angel è di Nadine Nottbohm.

## Tracce
1. Empathy – 5:04 (Kai Hansen)
2. All You Need to Know (ospite Michael Kiske) – 4:00 (Kai Hansen)
3. Time to Live – 4:48 (Henjo Richter)
4. To the Metal – 5:29 (Kai Hansen)
5. Rise – 5:05 (Daniel Zimmermann)
6. Mother Angel – 5:20 (Kai Hansen)
7. Shine Forever – 3:53 (Dirk Schlächter)
8. Deadlands – 4:23 (Kai Hansen)
9. Chasing Shadows – 4:23 (Henjo Richter)
10. No Need to Cry – 5:56 (Dirk Schlächter)

### Bonus edizione giapponese
1. One Life – 5:10
2. Wannabees – 3:49

### Vinile da 7"
1. Wannabees – 3:49
2. One Life – 5:10

## Formazione

### Gruppo
- Kai Hansen - voce, chitarra
- Henjo Richter - chitarra, tastiere
- Dirk Schlächter - basso
- Dan Zimmermann - batteria

### Altri musicisti
- Nadine Nottbohm - voce (tracce 2 e 6)
- Corvin Bahn - tastiere aggiuntive

### Produzione
- Dirk Schlächter, Kai Hansen - registrazione, missaggio e mastering
- Alexander Mertsch - design
- Hervé Monjeaud - copertina
- Axel Jusseit - foto